# Grace Alexander
Grace Caroline  Alexander (1872-1951) fue una escritora, periodista y profesora estadounidense.

## Biografía
Nació el 14 de junio de 1872 en Indianápolis, Indiana. Sus padres fueron George N. y Caroline (Nichols) Alexander. Estudió en la escuela secundaria de Indianápolis (posteriormente rebautizada como escuela secundaria Shortridge) y en el Sistema Universitario de Indiana (1912). Alexander enseñó inglés en escuelas de Indianápolis durante muchos años. Entre 1891 y 1903, fue editora de sociedad, redactora editorial y crítica musical del Indianapolis News. Escribió todas las críticas musicales, así como muchos de los comentarios dramáticos. Todos los sábados, el News publicaba un suplemento de cuatro páginas dirigido a mujeres. Alexander dedicaba gran parte de su tiempo semanal a la edición de este suplemento. Después de 1904, fue lectora profesional de manuscritos en Bobbs-Merrill Company. En 1913, se convirtió en editora de The Lamp, de Delta Zeta. Junto con su hermana, Georgia Alexander, Grace fue autora de Child Classics, The Fourth Reader (1909), Child Classics, The Fifth Reader (1909), y Child Classics: The Sixth Reader (1917). Grace Alexander fue autora de Judith y otras publicaciones. Grace y Georgia eran propietarias y operaban Aberdeen House, un hotel privado en Indianápolis. Grace Alexander falleció en Indianápolis el 1 de octubre de 1951, y fue enterrada en el cementerio Crown Hill de esa ciudad.